# Црква Светог Лазара у Белици
Црква Светог Лазара је опљачкана и спаљена црква у Белици, насељеном месту на територији општине Исток, на Косову и Метохији. Припадала је Епархији рашко-призренске Српске православне цркве.
Црква посвећена Светом кнезу Лазару (црква Лазарица) је поред речице Беличнице у селу Белица у Кујавчи 13 километара југоисточно од Истока. Старији патрон цркве је био Свети Ђорђе.
Подигнута у 14. веку, обнављана у 16., 17., 18. и 20. веку (1966—1968). Лазарица је била једнобродна и засведена црква испред које постоје остаци припрате. Око цркве је било старо и ново гробље.

## Разарање цркве 1999. године
Цркву су опљачкали албански екстремисти, а затим је запаљена након доласка италијанских снага КФОР-а.